# Tatoeba Last Dungeon Mae no Mura no Shōnen ga Joban no Machi de Kurasu Yō na Monogatari
Tatoeba Last Dungeon Mae no Mura no Shōnen ga Joban no Machi de Kurasu Yō na Monogatari (たとえばラストダンジョン前の村の少年が序盤の街で暮らすような物語?) es una serie de novelas ligeras japonesas escritas por Toshio Satō e ilustradas por Nao Watanuki. SB Creative ha lanzado siete volúmenes desde febrero de 2017 bajo su sello GA Bunko. Una adaptación al manga con arte de Hajime Fusemachi ha sido serializada en la revista en línea Gangan Online de Square Enix desde septiembre de 2017 y recopilada en cuatro volúmenes tankōbon. Una adaptación a serie de anime producida por Liden Films fue anunciada en octubre de 2019.

## Argumento
Fascinado por los relatos que oyó durante su infancia, Lloyd Belladonna se embarcó en un viaje desde su pueblo natal, la legendaria Aldea Kunlun, hacia Azami, la capital del reino, para anotarse en el Ejército Real y así, dejar de ser considerado el más débil de la aldea. Sin embargo, la diferencia de niveles de poder entre ambos lugares convertirán a Lloyd en el centro de atención.

## Personajes
Lloyd Belladona (ロイド・ベラドンナ Roido Beradon'na?)
 Seiyū: Yumiri Hanamori, José Luis Piedra (español latino)
Lloyd es un adolescente de la legendaria ciudad de Kunlun, de donde partió para convertirse en soldado en el ejército del reino. En su pueblo, es conocido como un debilucho que no puede realizar ningún trabajo típico al nivel esperado «normal». Sin embargo, los estándares de esta ciudad, en la región más peligrosa del mundo, son increíblemente sesgados y, en verdad, es terriblemente poderoso para los estándares externos. Es amable y generoso, ansioso por ayudar y muy humilde. Se destaca en la cocina y la limpieza, pero no está convencido de su verdadero poder.
María Azami (マリア・アザミ?) / Mary (マリー Marī?)
 Seiyū: Ai Kayano, Analiz Sánchez (español latino)
Una bruja adolescente que vive en los barrios marginales del este de la capital de Azami, vendiendo pociones a los residentes, generalmente para obtener información en lugar de dinero debido a la pobreza en el lado este. Ella es una exalumna de Alka y secretamente la princesa desaparecida del reino, Mary. Acepta alojar a Lloyd por petición de Alka (a quien detesta), y en el proceso, se enamora de él.
Alka (アルカ Aruka?)
 Seiyū: Natsumi Hioka, Amanda Hinojosa (español latino)
El jefe de la aldea Kunlun. Si bien parece a una niña de doce años, en realidad tiene cientos de años y es una usuaria de magia increíblemente poderosa. Deliberadamente llenó la mente de Lloyd con historias del ejército para convencerlo de que se fuera. Ella está enamorada de él y con frecuencia se teletransporta a la capital para vigilarlo y de paso, humillar a María. Más tarde se descubre que la serpiente guardiana Vrirtra es quien cataliza sus poderes.
Selen Hemein (セレン・ヘムアエン Seren Hemēn?)
 Seiyū: Madoka Asahina, Lupita Leal (español latino)
También conocida como la «Princesa del Cinturón Maldito», es la hija de un noble que fue maldecida desde niña por un cinturón mágico que se envolvió fuertemente alrededor de su cabeza y no pudo ser eliminado por ninguna magia conocida. Este accidente provocó escándalo y vergüenza para la nobleza. Ella desarrolló desesperadamente su fuerza debido a una afirmación de que un poder mayor en el cinturón la rompería, y llegó a la capital para unirse al ejército y perfeccionar aún más su poder. Cuando Lloyd rompió la maldición casi inconscientemente en su primer encuentro, ella se enamoró obsesivamente de él. Ella tiende a hablar de sí misma y Lloyd como si ya estuvieran mutuamente enamorados y mostrará animosidad hacia aquellas que ella perciba como rivales. Alka revela que el cinturón de la maldición está hecho con la piel de Vrirtra.
Riho Flavin (リホ・フラビン Riho Furabin?)
 Seiyū: Minami Tsuda, Alicia Barragán (español latino)
Una mercenaria con el brazo izquierdo reemplazado por una poderosa prótesis mecánica de Mithril. Se unió al ejército como parte de un acuerdo con el instructor militar Merthophan Dextro a cambio de que se eliminen sus antecedentes penales. Ella está constantemente buscando maneras de usar a otros para su beneficio. Aunque la mayor parte del tiempo lo niega, tiene sentimientos reprimidos por Lloyd.
Philo (フィロ Firo?)
 Seiyū: Miku Itō, Betzabé Jara (español latino)
Una ex estudiante de la academia Rokujou (rival de la academia de Azami) y hermana de Mena, Philo es una experta artista marcial que se potencia con magia y su fuerza comparable a la de Lloyd. Participó en el duelo entre academias derrotando por descalificación a Selen (debido a que no se permitían ataques físicos, Selen atacó con el cinturón maldito) y luego se enfrentó a Lloyd para comprobar su poder, perdiendo en una Pulseada. Desde ese momento ella busca casarse con él debido a que lo considera digno. Cuando visito la aldea Kunlun, descubrió que su estilo de arte marcial es simplemente el ejercicio básico de precalentamiento de la aldea.
Mena (メナ?)
 Seiyū: Haruka Tomatsu, Erika Langarica (español latino)
La hermana de Philo y una ex estudiante de Rokujou, enviada con ella a Azami por petición del gobierno de su región. En el duelo de academias fue derrotada por Lloyd tras fracasar en intentar ahogarlo con magia de agua. Se une al consejo estudiantil de Azami.
Chrome (クロム Kuromu?)
 Seiyū: Taketora, Dan Osorio (español latino)
Antiguo guardaespaldas de la Princesa María, tras su supuesta desaparición. Chrome desertó del ejército y abrió un restaurante con poco éxito hasta la llegada de Lloyd, quien después de no haber pasado el examen de admisión en Azami, pidió empleo en el restaurante. Tras el incidente con el Rey Demonio Abbadon, Chrome regresa al ejército como instructor.
Mertophan Dextro (メルトファン Merutofan?)
 Seiyū: Satoshi Hino, Rafael Escalante (español latino)
Ex instructor de la Academia Azami y uno de los principales evaluadores junto con Choline. Poseído por un Treant (árbol demoníaco) a expensas del Rey Demonio Abbadon, enfrenta a Lloyd, el cual lo derrota. Por sus actos, Mertophan es exiliado en la aldea Kunlun.
Choline (コリン Korin?)
 Seiyū: Mao Ichimichi, Zoe Mora (español latino)
Instructora de Azami junto con Mertophan y luego, con Chrome. Aparenta ser seria pero es algo torpe. Está enamorada de Mertophan.
Micona (ミコナ, Mikona)
Seiyū: Natsumi Fujiwara, Casandra Acevedo (español latino)
Estudiante de la Academia Azami. Está enamorada de Mary, por lo que desarrolla un odio hacia Lloyd, ya que cree que le arrebató a Mary. Aprovechando esos celos, recibe de Sou una medicina que la convierte en un demonio para matar a Lloyd. Aun así, es derrotada por éste y recupera su forma original.

## Medios

### Novela ligera
La serie de novelas ligeras comenzó a publicarse el 15 de febrero de 2017 bajo el sello GA Bunko.
| N.º | Fecha de lanzamiento     | ISBN                |
| --- | ------------------------ | ------------------- |
| 1   | 15 de febrero de 2017    | ISBN 9784797390292  |
| 2   | 15 de junio de 2017      | ISBN 97847973-92661 |
| 3   | 15 de septiembre de 2017 | ISBN 9784797393859  |
| 4   | 15 de febrero de 2018    | ISBN 9784797395532  |
| 5   | 14 de julio de 2018      | ISBN 9784797397529  |
| 6   | 15 de enero de 2019      | ISBN 9784797399332  |
| 7   | 12 de julio de 2019      | ISBN 9784815600167  |
| 8   | 14 de noviembre de 2019  | ISBN 9784815604684  |

### Manga
| N.º | Fecha de lanzamiento     | ISBN original      |
| --- | ------------------------ | ------------------ |
| 1   | 13 de febrero de 2018    | ISBN 9784757556201 |
| 2   | 12 de julio de 2018      | ISBN 9784757557789 |
| 3   | 22 de febrero de 2019    | ISBN 9784757560024 |
| 4   | 12 de septiembre de 2019 | ISBN 9784757562905 |

### Anime
Se anunció una adaptación de la serie de televisión de anime durante una transmisión en vivo para el evento "GA Fes 2019" el 19 de octubre de 2019. La serie fue animada por Liden Films y dirigida por migmi, con Deko Akao a cargo de la composición de la serie, Makoto Iino diseñando los personajes y Michiru componiendo la música de la serie. La serie se estrenó originalmente en octubre de 2020, pero se retrasó y se emitió del 4 de enero al 22 de marzo de 2021. El tema de apertura es "Suppose It's the Magic of Courage" interpretado por Haruka Yamazaki, mientras que el tema de cierre es "I'mpossible?" interpretada por Luce Twinkle Wink.
Funimation adquirió la serie y la transmitió en su sitio web en América del Norte, las islas británicas, México y Brasil, en Europa a través de Wakanim y en Australia y Nueva Zelanda a través de AnimeLab. Tras la adquisición de Crunchyroll por parte de Sony, la serie se trasladó a Crunchyroll obteniendo la licencia de la serie fuera de Asia. En el sudeste asiático y el sur de Asia, Muse Communication obtuvo la licencia de la serie y la transmitió en su canal de YouTube Muse Asia y Bilibili en el sudeste asiático.
El 1 de octubre de 2021, Funimation anunció que la serie había recibido un doblaje en español latino, la cual se estrenó el 21 de octubre. Tras la adquisición de Crunchyroll por parte de Sony, el doblaje se trasladó a Crunchyroll.